# 帕薩迪納 (馬里蘭州)
帕薩迪納（英語：Pasadena）是位於美國馬里蘭州安妮阿倫德爾縣的一個普查規定居民點。

## 人口
根據2020年美國人口普查的數據，帕薩迪納的面積為41.73平方千米，當中陸地面積為38.66平方千米，而水域面積為3.07平方千米。當地共有人口32979人，而人口密度為每平方千米790.29人。